# 格林斯
格林斯是奥地利蒂罗尔州兰德克县的一个市镇。总面积21.1平方公里，总人口1308人，人口密度62.0人/平方公里（2005年）。